# August Theodor Berglöf
August Theodor Berglöf, född 23 maj 1827 i Jakob och Johannes församling, Stockholm, död 11 november 1896 i Kristiania, Norge, var en svensk instrumentmakare i Stockholm verksam 1850–1887.

## Biografi
Berglöf var son till instrumentmakaren Johan Eric Berglöf (1787–1845) och Anna Sophia Enström. Han lärde sig bygga klaver hos sin far. Den 8 oktober 1850 fick han burskap att vara instrumentmakare i staden. 1851 var han verksam i sin fars fabrik på Norra Smedjegatan 28. 1860 bodde han på Jakobsbergsgatan 32. Åren 1878–1883 bodde han på Lästmakargatan 29 och efter det 1883–1887 på Oxtorgsgatan 18. Den 1 juni 1887 flyttade Berglöf till Kristiania i Norge.

## Bevarade instrument
- Piano från omkring 1855 (KH 587). Serienummer 76.